# Cethosia symbiblis
Cethosia symbiblis är en fjärilsart som beskrevs av Jacob Hübner 1818. Cethosia symbiblis ingår i släktet Cethosia och familjen praktfjärilar. Inga underarter finns listade i Catalogue of Life.